# Estudis Tabalet
Els Estudis Tabalet van ser uns estudis sonors localitzats a Alboraia. En actiu entre 1977 i 2012, van ser els estudis pioners pel que fa al doblatge en el País Valencià. En el camp de la música, comptava amb un fons d'uns 2.000 títols de música publicitària.
Tabalet va ser el primer estudi de sonorització del País Valencià, fundat per Lluís Miquel Campos en 1977. El primer disc enregistrat va ser Humitat relativa de Remigi Palmero. També enregistraren el primer doblatge en valencià, el de la pel·lícula Le Salaire de la peur.
En publicitat, enregistren el 1986 el jingle de Mercadona, compost per Lluis Miquel Campos i cantat per Mamen Garcia, aleshores membres de Patxinguer Z. Enric Murillo va compondre cançons per a les marques de Famosa, com Playmobil.